# Hussain Najadi
Hussain Najadi (c. 1938 - 29 de julio de 2013) fue un banquero internacional nacido en Baréin, de padres de origen persa. Fue el presidente y consejero delegado de AIAK Groupbased en Kuala Lumpur, Malasia.

## Carrera bancaria
Najadi fue el primer banquero pérsico en vincular a los países de Oriente Medio para la economía de Malasia y otros países miembros de la ASEAN desde 1974. AIAK Group, en 1975 fundó el Arab Malaysian Banking Group (AMBG), ahora un grupo bancario de 16 mil millones de dólares en Asia, con una inicial prima de emisión de solo $ 2 millones. AMBG pronto se convirtió en uno de los bancos más grandes de Malasia, que ahora es denominado como AmBank.
Najadi fue nombrado entre 1978-1985 por el Gobernador del Banco Central como director no ejecutivo independiente de Malaysian Industrial Development Finance Berhad, un banco industrial y comerciante en Malasia.

## El asesinato en Malasia
El 29 de julio de 2013, el banquero Hussain Ahmad Najadi fue asesinado a tiros mientras que su compañera china de Malasia, Chong Mei Kuen, de 49 años, sufrió lesiones graves cuando recibieron disparos a quemarropa en el estacionamiento, después de abandonar el Templo Guan Yin en Lorong Ceylon - cuya demolición del templo se realizó para dar paso al desarrollo, que él estaba tratando de evitar. El hombre armado se arrastró por detrás, disparó al azar contra Hussain Ahmad, de 75 años, y su esposa de 49 años de edad, a quemarropa, matando al reconocido banquero en el lugar cerca del aparcamiento.